# Phylloscartes roquettei
Phylloscartes roquettei là một loài chim trong họ Tyrannidae.